# Франческо Армелини Панталаси де Медичи
Вижте пояснителната страница за други личности с името Франческо де Медичи.
Франчèско Армелѝни Панталаàси де Мèдичи (на италиански: Francesco Armellini Pantalassi de' Medici; * 13 юли 1469, Фосато ди Вико; † 8 януари 1528, Рим) е италиански кардинал.

## Произход
Роден в семейство на търговец, той променя фамилното си име от Панталаси на Армелини по името на чичо си по майчина линия, който го утвърждава като негов универсален наследник и се грижи за образованието му.

## Биография
Франческо се премества в Рим и става апостолски протонотарий, след това секретар на папа Юлий II и на Колегията на кардиналите и клирик на Апостолическата камара. Способностите му в бизнеса го правят особено приятен за Лъв X, който като награда за услугите му го приема в семейството си: Франческо Армелини добавя де Медичи към името си.
Папа Лъв X го издига в ранг на кардинал в консисторията от 1 юли 1517 г. с титулярната църква Сан Калисто (през 1523 г. променена на Санта Мария ин Трастевере).
През живота си заема различни длъжности, включително апостолически легат в Марке, Умбрия и Франция, суперинтендант на папските финанси, апостолически администратор на Епархия Опидо Мамертина, архиепископ на Епархия Таранто (15 декември 1525 – октомври 1527 г.), абат комендатор на Абатство „Санта Мария ди Валдипонте“ (близо до Перуджа), шамбелан на Светата римска църква (13 септември 1521 – 8 януари 1528). Това последно назначение му печели завист и вражда, и най-вече омразата на римския народ, угнетен от данъци. Късметът му намалява по време на краткия понтификат на папа Адриан VI, но се възвръща с избирането на втория папа Медичи, Климент VII.
Той губи всичките си огромни богатства при разграбването на Рим от ландскнехтите през 1527 г. и трябва да потърси подслон в Кастел Сан Анджело, където умира скоро след това на 57-годишна възраст. Погребан е в църквата Санта Мария ин Трастевере.